# Nati nel 1926/Dicembre
| Questa pagina contiene informazioni ricavate automaticamente dalle voci biografiche con l'ausilio del template Bio e di un bot. L'aggiornamento è periodico e automatico e ricostruisce completamente la pagina. Se manca una persona in questa lista, sei pregato di non aggiungerla, ma accertati piuttosto che la sua voce biografica contenga il template Bio e che i dati anagrafici siano correttamente compilati. Se il template Bio manca, inseriscilo tu stesso o, in alternativa, metti l'avviso {{tmp\|Bio}} che ne segnala la mancanza. Se i dati riportati sono sbagliati, correggi direttamente la voce biografica; le modifiche saranno visibili in questa lista entro pochi giorni. Per chiarimenti vedi il progetto biografie. La lista contiene solo le 177 persone che sono citate nell'enciclopedia e per le quali è stato implementato correttamente il template Bio. Pagina aggiornata al 26 lug 2025. |

- 1º dicembre - Mario Ghirardi, calciatore italiano
- 1º dicembre - Cesare Margotto, politico italiano († 1992)
- 1º dicembre - Keith Michell, attore australiano († 2015)
- 1º dicembre - Mieczysław Rakowski, politico polacco († 2008)
- 1º dicembre - Giovanni Simonelli, sceneggiatore e regista cinematografico italiano († 2007)
- 1º dicembre - Anna Vita, attrice italiana († 2009)
- 2 dicembre - Yves Guérin-Sérac, militare e attivista francese († 2022)
- 2 dicembre - James Harder, ingegnere statunitense († 2006)
- 2 dicembre - Pak Kyongni, scrittrice sudcoreana († 2008)
- 2 dicembre - Jiří Trnka, calciatore cecoslovacco († 2005)
- 3 dicembre - Joachim Dalsass, politico italiano († 2005)
- 3 dicembre - Giorgio Giannelli, giornalista, scrittore e politico italiano († 2025)
- 3 dicembre - Ragnar Hvidsten, calciatore norvegese († 2016)
- 3 dicembre - Francesco Mulè, attore e doppiatore italiano († 1984)
- 3 dicembre - Hans Otte, compositore e pianista tedesco († 2007)
- 3 dicembre - Romolo Paganelli, pittore e scenografo italiano († 2003)
- 3 dicembre - Antonella Steni, attrice italiana († 2016)
- 3 dicembre - Michail Vajman, violinista e docente sovietico († 1977)
- 4 dicembre - Pietro Leita, arbitro di calcio italiano († 2010)
- 4 dicembre - Dante Rivola, ciclista su strada italiano († 2000)
- 4 dicembre - Shigeo Sugimoto, calciatore giapponese († 2002)
- 5 dicembre - Henrique Ben David, calciatore portoghese († 1978)
- 5 dicembre - Nevio Ferrari, calciatore italiano († 2010)
- 5 dicembre - Enrica Follieri, filologa, bizantinista e paleografa italiana († 1999)
- 5 dicembre - Renzo Tortelli, fotografo italiano († 2019)
- 6 dicembre - Cass Ballenger, politico statunitense († 2015)
- 6 dicembre - Rifat Chadirji, architetto iracheno († 2020)
- 6 dicembre - Sergio Corbucci, regista e sceneggiatore italiano († 1990)
- 6 dicembre - Elio Crovetto, attore italiano († 2000)
- 6 dicembre - Angus Maddison, economista britannico († 2010)
- 6 dicembre - Andy Robustelli, giocatore di football americano statunitense († 2011)
- 7 dicembre - Antonio Capizzi, filosofo e storico italiano († 2003)
- 7 dicembre - Rino Ferrario, calciatore italiano († 2012)
- 7 dicembre - César Héctor González, calciatore e allenatore di calcio argentino († 2016)
- 7 dicembre - Gerardo Litterio, politico italiano († 2025)
- 7 dicembre - Anna Pontremoli, pittrice italiana († 2019)
- 7 dicembre - Luigi Rech, politico, sindacalista e dirigente sportivo italiano († 2012)
- 8 dicembre - Azar Andami, medico iraniana († 1984)
- 8 dicembre - Manuel Araneta, cestista filippino († 2003)
- 8 dicembre - Ornella Buttini, ex cestista italiana
- 8 dicembre - Joachim Fest, storico, giornalista e saggista tedesco († 2006)
- 8 dicembre - Stevo Žigon, attore e regista jugoslavo († 2005)
- 9 dicembre - Karel Bělohradský, cestista cecoslovacco († 2006)
- 9 dicembre - Raif Dizdarević, politico bosniaco
- 9 dicembre - Michiyoshi Doi, regista giapponese († 1975)
- 9 dicembre - Ed Elisian, pilota automobilistico statunitense († 1959)
- 9 dicembre - Enrico Grabau, politico italiano († 2020)
- 9 dicembre - Henry Way Kendall, fisico statunitense († 1999)
- 9 dicembre - Jan Křesadlo, artista ceco († 1995)
- 9 dicembre - Francesco La Rosa, calciatore italiano († 2020)
- 9 dicembre - Lucien Sève, filosofo, attivista e insegnante francese († 2020)
- 9 dicembre - Bruno Trentin, sindacalista, politico e partigiano italiano († 2007)
- 9 dicembre - Robert Weber, astronomo statunitense († 2008)
- 9 dicembre - Lorenzo Wright, velocista e lunghista statunitense († 1972)
- 10 dicembre - Guitar Slim, chitarrista statunitense († 1959)
- 10 dicembre - Leon Kossoff, pittore britannico († 2019)
- 10 dicembre - Locke Olson, cestista statunitense († 2008)
- 10 dicembre - Neena Schwartz, fisiologa, sessuologa e attivista statunitense († 2018)
- 10 dicembre - Nikolaj Tiščenko, calciatore e allenatore di calcio sovietico († 1981)
- 10 dicembre - Donato Zampini, ciclista su strada italiano († 2007)
- 11 dicembre - Diego Natale Bona, vescovo cattolico italiano († 2017)
- 11 dicembre - Richard Devon, attore statunitense († 2010)
- 11 dicembre - Big Mama Thornton, cantautrice statunitense († 1984)
- 12 dicembre - Robert Benayoun, critico cinematografico e scrittore francese († 1996)
- 12 dicembre - Alfredo Bini, produttore cinematografico italiano († 2010)
- 12 dicembre - Giuseppe Rovella, scrittore, drammaturgo e filosofo italiano († 1989)
- 12 dicembre - Murray Wier, cestista e allenatore di pallacanestro statunitense († 2016)
- 12 dicembre - Ramón Wiltz, cestista cubano († 2022)
- 13 dicembre - Tadeusz Majewski, vescovo vetero-cattolico polacco († 2002)
- 13 dicembre - Carlo Marinelli, musicologo e critico musicale italiano († 2022)
- 13 dicembre - Herman Monter, calciatore tedesco († 1999)
- 13 dicembre - George Rhoden, velocista e mezzofondista giamaicano († 2024)
- 13 dicembre - Rita Tornborg, scrittrice svedese
- 13 dicembre - Alfredo de Palchi, poeta e traduttore italiano († 2020)
- 14 dicembre - Manuel Caldeira, calciatore portoghese († 2014)
- 14 dicembre - Martin Hengel, teologo e saggista tedesco († 2009)
- 14 dicembre - Margaret John, attrice gallese († 2011)
- 14 dicembre - Pietro Scoppola, storico e politico italiano († 2007)
- 15 dicembre - Leonor Basseres, scrittrice, sceneggiatrice e insegnante brasiliana († 2004)
- 15 dicembre - Maria Costa, poetessa italiana († 2016)
- 15 dicembre - Nikos Koundouros, regista e sceneggiatore greco († 2017)
- 15 dicembre - Hans Tyderle, pittore e incisore tedesco
- 15 dicembre - Emmanuel Wamala, cardinale e arcivescovo cattolico ugandese
- 16 dicembre - Bill Arnsparger, allenatore di football americano statunitense († 2015)
- 16 dicembre - Alfred Koerppen, compositore tedesco († 2022)
- 16 dicembre - James McCracken, tenore statunitense († 1988)
- 16 dicembre - István Oláh, generale e politico ungherese († 1985)
- 16 dicembre - Virginio Puecher, regista e critico teatrale italiano († 1990)
- 16 dicembre - Arthur Robinson, politico trinidadiano († 2014)
- 16 dicembre - Raimundo Saporta, dirigente sportivo spagnolo († 1997)
- 17 dicembre - Giorgio Bandiera, attore e doppiatore italiano
- 17 dicembre - Patrice Wymore, attrice e cantante statunitense († 2014)
- 18 dicembre - Jock Aird, calciatore scozzese († 2021)
- 18 dicembre - Jaume Camprodon Rovira, vescovo cattolico spagnolo († 2016)
- 18 dicembre - Siegfried Kaiser, calciatore tedesco orientale († 2019)
- 18 dicembre - Helmut Koester, teologo statunitense († 2016)
- 18 dicembre - Walter Lassally, direttore della fotografia tedesco († 2017)
- 18 dicembre - Göta Pettersson, ginnasta svedese († 1993)
- 18 dicembre - Evgenij Ivanovič Taškov, regista sovietico († 2012)
- 19 dicembre - Vincenzo Bombardieri, politico italiano († 2013)
- 19 dicembre - Alfa Castaldi, fotografo italiano († 1995)
- 19 dicembre - Eckart Dux, attore e doppiatore tedesco († 2024)
- 19 dicembre - Armando Grava, partigiano e antifascista italiano († 1945)
- 19 dicembre - Hans Henn, bobbista tedesco († 1993)
- 19 dicembre - Bobby Layne, giocatore di football americano statunitense († 1986)
- 19 dicembre - José Olguín, pallanuotista messicano († 1998)
- 19 dicembre - Robert Osserman, matematico statunitense († 2011)
- 20 dicembre - Maurice Agulhon, storico francese († 2014)
- 20 dicembre - Paolo Dettori, politico italiano († 1975)
- 20 dicembre - Les Dicker, calciatore inglese († 2020)
- 20 dicembre - Misael Escuti, calciatore cileno († 2005)
- 20 dicembre - John Holland, ostacolista neozelandese († 1990)
- 20 dicembre - Geoffrey Howe, politico britannico († 2015)
- 20 dicembre - Otto Graf Lambsdorff, politico tedesco († 2009)
- 20 dicembre - David Levine, artista statunitense († 2009)
- 20 dicembre - Nicole Maurey, attrice francese († 2016)
- 20 dicembre - Piero Operto, calciatore italiano († 1949)
- 20 dicembre - Giuliano Procacci, storico, politologo e politico italiano († 2008)
- 20 dicembre - Roberto Romei, sindacalista e politico italiano († 2013)
- 21 dicembre - Gabor Acs, architetto ungherese
- 21 dicembre - Rufino Bernedo, cestista cileno († 2006)
- 21 dicembre - Sergio Ferrero, scrittore italiano († 2008)
- 21 dicembre - Väinö Korhonen, pentatleta e schermidore finlandese († 2018)
- 21 dicembre - Halina Łaptaś, cestista polacca († 2014)
- 21 dicembre - Arnošt Lustig, superstite dell'Olocausto e scrittore ceco († 2011)
- 21 dicembre - György Nagy, cestista ungherese († 2004)
- 21 dicembre - Elena Varzi, attrice italiana († 2014)
- 22 dicembre - Alcides Ghiggia, calciatore uruguaiano († 2015)
- 22 dicembre - Morton Heilig, regista, direttore della fotografia e inventore statunitense († 1997)
- 22 dicembre - Floriano Papi, zoologo e etologo italiano († 2016)
- 22 dicembre - Steve Parr, calciatore inglese († 2019)
- 23 dicembre - Robert Bly, poeta statunitense († 2021)
- 23 dicembre - Jack Burmaster, cestista, allenatore di pallacanestro e dirigente sportivo statunitense († 2005)
- 23 dicembre - Lev Izrailevič Cucul'kovskij, regista sovietico († 2016)
- 23 dicembre - Allen Forte, teorico musicale e musicologo statunitense († 2014)
- 23 dicembre - Heinz Graffunder, architetto tedesco († 1994)
- 23 dicembre - Joseíto, allenatore di calcio e calciatore spagnolo († 2007)
- 23 dicembre - Jorge Medina Estévez, cardinale e arcivescovo cattolico cileno († 2021)
- 23 dicembre - Plinio Mesciulam, artista, pittore e scultore italiano († 2021)
- 23 dicembre - Tullio Rochlitzer, cestista e allenatore di pallacanestro italiano († 2006)
- 24 dicembre - Luis Costales, poeta, filosofo e politico ecuadoriano († 2006)
- 24 dicembre - Lee Dorsey, cantante statunitense († 1986)
- 24 dicembre - Natale Guido Frabboni, pittore italiano († 1994)
- 24 dicembre - Maria Janion, critica letteraria, traduttrice e attivista polacca († 2020)
- 24 dicembre - Juan José Linz, politologo spagnolo († 2013)
- 24 dicembre - Badr Shākir al-Sayyāb, poeta iracheno († 1964)
- 25 dicembre - Febo Conti, conduttore radiofonico e conduttore televisivo italiano († 2012)
- 25 dicembre - Arturo Ruffa, cestista e allenatore di pallacanestro argentino († 2004)
- 25 dicembre - Zigmunds Skujiņš, scrittore lettone († 2022)
- 25 dicembre - Nikola Tanhofer, regista, sceneggiatore e direttore della fotografia jugoslavo († 1998)
- 26 dicembre - Ángel Allegri, calciatore argentino († 1981)
- 26 dicembre - Arcabas, artista francese († 2018)
- 26 dicembre - Earle Brown, compositore statunitense († 2002)
- 26 dicembre - Monty Budwig, contrabbassista statunitense († 1992)
- 26 dicembre - José Hernández González, calciatore spagnolo († 2011)
- 26 dicembre - Ali Javan, fisico e inventore iraniano († 2016)
- 26 dicembre - Mina Mezzadri, regista teatrale e drammaturga italiana († 2008)
- 26 dicembre - Franco Scaramuzzi, agronomo italiano († 2020)
- 27 dicembre - Rodrigo Carazo Odio, politico costaricano († 2009)
- 27 dicembre - Jerome Courtland, attore, regista e produttore televisivo statunitense († 2012)
- 28 dicembre - Elvio Calderoni, attore italiano († 1970)
- 28 dicembre - François De Pauw, cestista belga († 2009)
- 28 dicembre - Primo Sentimenti, calciatore e allenatore di calcio italiano († 2016)
- 29 dicembre - Liliana Feldmann, attrice teatrale, doppiatrice e cantante italiana († 2020)
- 29 dicembre - Lautaro Murúa, attore, regista e sceneggiatore cileno († 1995)
- 29 dicembre - Luigi Passoni, partigiano e politico italiano († 2005)
- 29 dicembre - Odd Pettersen, calciatore norvegese († 2008)
- 29 dicembre - Eddy Tiel, hockeista su prato olandese († 1993)
- 30 dicembre - Attilio Corrubia, militare e partigiano italiano († 1944)
- 30 dicembre - Stelio Darin, calciatore italiano († 1997)
- 30 dicembre - Adolfo Facchini, politico italiano († 2012)
- 30 dicembre - Mario Valdemarin, attore italiano († 2023)
- 30 dicembre - Clifford Williams, regista teatrale e attore teatrale britannico († 2005)
- 31 dicembre - Rodolfo Ayup, cestista messicano († 2010)
- 31 dicembre - Boris Eflov, pittore russo († 2013)
- 31 dicembre - Hermann Lübbe, filosofo tedesco
- 31 dicembre - Paolo Magnani, vescovo cattolico italiano († 2023)